# Inventari
L'inventari, les existències o l'estoc, està constituït pels béns del patrimoni d'una entitat tals com són les primeres matèries, la producció en procés, els articles acabats i altres materials que s'utilitzin en l'empaquetatge, en l'envàs del producte acabat o les refeccions per al manteniment que es consumeixen en el cicle d'operacions.
A la comptabilitat van a l'actiu circulant. En el cas que es facin obsolets o es deteriorin s'han de reposar. L'estoc obsolet suposa un important cost de gestió, financera i operativa, per a una empresa, sobretot per la que realitza gestió de logística. Per això és fonamental aconseguir una adequada determinació de l'objectiu d'aprovisionament i d'estoc mínim, màxim i de seguretat, en funció dels paràmetres de període operatiu, consum i retard i tenint en compte els factors de seguretat i garantia en cas d'interrupció del subministrament de recursos propis o de la cadena de subministrament que es vulguin aplicar.